# Draba subglabrata
Draba subglabrata là một loài thực vật có hoa trong họ Cải. Loài này được (Speg.) O.E.Schulz mô tả khoa học đầu tiên năm 1927.